# ミック・マーズ
ロバート・アラン・ディール（Robert Alan Deal, 1951年5月4日  - ）ことミック・マーズ (Mick Mars) は、アメリカ合衆国のミュージシャンである。モトリー・クルーの元ギタリスト。アメリカ、インディアナ州テレホート出身。身長175cm。

## 略歴

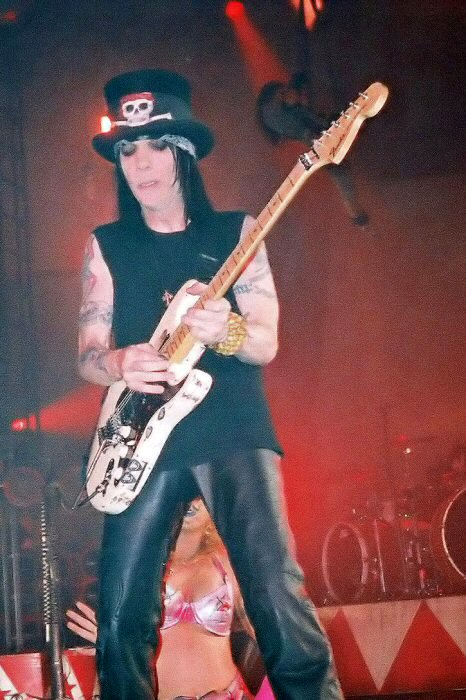
Mick Mars performs in 2005

家族とともにアイオワからカリフォルニアに転居後、高校をやめてギターを始めた。70年代の間は、日雇いの単純労働をしながら、週末はセミプロのブルース・ロック･・バンドで演奏する毎日であった。10年近い試行錯誤の後、30歳を間近にして彼が新聞に出したメンバー募集広告にニッキー・シックスが応じたことが、今日に至るモトリー・クルーの発端であり、バンド名もミックのアイデアがもとになっている。以後はニッキーが名実ともにリーダーとなり、ミックは音楽面では一歩引いた立場からバンドを支えることになる。
演奏はブルースを基調としたオーソドックスなスタイルで派手さはないが、巧みなリフ作りや豊富なアイデアで、バンドのソングライティングに大きく寄与している。バンド最年長で地味な存在ながら、一貫してバンドのメンバーであり続け、独特の容姿もあってバンドにはなくてはならない人物である。
30代半ばから血清反応陰性関節炎を患っており、本人の弁によると背中から首にかけて骨が固まっており、首を横に動かすことが出来ないらしい。また、ギターの重みも病気の症状に悪いらしく最近ではライヴでのミックのギター・ソロ・タイムはほとんどない。
2022年10月、強直性脊椎炎の影響により、今後のツアー活動から引退することがバンド側から発表された。しかしこの「ツアー引退」の解釈を巡り、ミックは飽くまでワールド・ツアーからの引退を意味するのみでバンドに残留するつもりだったが、バンド側は実質的な脱退とみなしており、収益の分配などを巡って裁判沙汰となっている。

## 機材

### アンプ
- Marshall JCM-800 Head
- Rivera Bonehead 100Watt Head
- Soldano SLO-100 Super Lead Overdrive Head

### キャビネット
- Rivera Straight Cabinet / 4x12

### ギター
- 初期の頃はブラックフィニッシュのギブソン・レスポール・カスタム、変形シェイプのギターを使用し、その後　クレイマー製のギターの使用を経て、フェンダーに落ち着く。
- 現在、メインギターはフェンダーカスタムショップ製の白いストラトキャスターを使用している。「H-S-H」のピックアップ配列で、リアには「テネシー出身のヤツが、俺のために作ってくれた」と語るオリジナルピックアップがマウントされている。ブリッジにはフロイド・ローズが搭載されている。
  - サブギターとしてタバコサンバースト塗装のモデルと、黒い塗装のモデルが用意されており、何れもメインギターと同じく2ハム1シングルのピックアップ、ブリッジにはフロイドローズが搭載されたフェンダー社製のストラトキャスターで、所々塗装が剥げているのも同様。
- アコースティック・ギターはギブソン製の12弦チェット・アトキンスモデルを使用している。

### エフェクト類
- Dunlop Crybaby Wah Foot Controller(rackmount)
- Rocktron All Access Midi Foot Controller

### ガジェット
- Heil Sound Talk Box
- Rocktron Banshee Talk Box

### ラック
- Alesis Quadraverb Multi-FX
- Crest 7001 Power Amplifier
- Custom Audio Electronics 3+ SE 3 Channel Tube Preamp
- Dunlop Rackmount Crybaby Wah
- Dynacord CRS-222 Leslie Simulator
- Eventide H3000/3500 Harmonizer
- Rocktron Hush Super-C
- Rocktron Patchmate Switcher / Router
- Rocktron Replifex Multi-FX
- VHT 20-100 Power Amplifier
- Yamaha SPX-1000 Multi-FX

### アンプシミュレイター
レコーディングなどではプラグインのほかにLine6社製のアンプシミュレイター、ポッドプロなども使用。